# Сиса, Бартолина
Бартолина Сиса Варгас (исп. Bartolina Sisa Vargas; ок. 1750 — 5 сентября 1782) — аймаранская героиня коренных народов, возглавлявшая восстания против испанского колониального владычества в Чаркасе, тогда входившем в состав вице-королевства Перу и современной Боливии. Вместе со своим супругом, вождём восставших Тупаком Катари, она участвовала в организации осады Ла-Паса. Её предали и сдали испанским властям, которые затем казнили свою пленницу.
В регионе, особенно на родине, Бартолину Сису и её мужа помнят в ряду героев национально-освободительных героев, таких как Хосе Габриэль Кондорканки (Тупак Амару II), Симон Боливар и Хосе де Сан-Мартин. С 1983 года в Боливии ежегодно в день её смерти 5 сентября отмечается Международный день женщин коренных народов. Имя Бартолины Сисы часто используется организациями в Боливии, такими как Конфедерация Бартолины Сисы — крупнейший в стране профсоюз крестьянок.

## Биография
Бартолина Сиса родилась примерно в 1750 году в семье Хосе Сисы и Хосефы Варгаса в деревне Каракото (Q’ara Qhatu или Caracoto) в Реальной Аудиенсии Чаркас (вице-королевство Перу). Она была ещё маленьким ребенком, когда её семья переехала в Сика-Сика, где они работали на производстве тканых изделий и торговали листьями коки. Как повелось в крестьянских семьях этого региона, она путешествовала по Альтиплано, продавая товары, произведённые её роднёй. Встретив в Сика-Сика Хулиана Апасу, позже известного как Тупак Катари, Сиса вышла за него замуж и родила от него четверых детей. По словам францисканского монаха Матиаса Бальдеррамы, Сиса была худощава, среднего роста, миловидной внешности и большого ума.
С раннего возраста Сиса была свидетельницей насилия и несправедливости, жертвами которых становились коренные народы со стороны испанских колонизаторов, что побудило её присоединиться к своему мужу, возглавлявшему антиколониальные отряды коренных народов по всему Альтиплано.
В 1780 году началось восстание коренных народов, в основном аймара и кечуа, во главе с Тупаком Амару II против колониальных правителей вице-королевства Перу. В Верхнем Перу (современная Боливия) это народное восстание возглавили двоюродные братья Дамасио и Томас Катари, собрав под своими знамёнами около 150 000 людей. Во время восстания Бартолина Сиса также получила важную руководящую роль во главе армии численностью около 40 000 человек.

### Осада Ла-Паса
13 марта 1781 года Бартолина Сиса и Тупак Катари осадили город Ла-Пас, тогдашнюю столицу Чаркаса и резиденцию колониальной королевской аудиенсии, силами около 20 000 человек, к которым позже присоединились еще 80 000 человек. Город расположен в закрытой долине, и осаждающим удалось полностью заблокировать его. За это время Сиса организовала военные лагеря вокруг всех горных перевалов, ведущих к городу, и выступала в качестве главнокомандующей повстанческих сил. 21 мая испанские войска попытались прорвать осаду и захватить Сису, но им это не удалось.
Катари и Сиса основали двор в Эль-Альто, а их армия удерживала осаду в течение 184 дней, с марта по июнь и с августа по октябрь. Сиса играла решающую роль в восстании после пленения Катари в апреле. После почти 190 дней осады она была наконец прорвана испанским подкреплением, прибывшим из Лимы, Ла-Платы и Буэнос-Айреса. Испанские войска получили помощь от ряда индейских общин, настроенных против катаристов, что поспособствовало поражению Сисы.
Бартолина Сиса была схвачена, подвергнута допросам и пыткам, а затем казнена испанцами 5 сентября 1782 года. Наряду с ней казнили ещё одну женщину, стоявшую во главе восстания — сестру Тупака Катари Грегорию Апасу. Бартолину повесили, предварительно публично унизив на главной площади Ла-Паса (ныне Пласа Мурильо), избив и изнасиловав. После смерти испанцы расчленили её тело на куски, голова была выставлена в назидание местным жителям, а конечности отправлены в разные деревни.

## Наследие
В 1980 году в её честь была названа Конфедерация Бартолины Сисы — профсоюзная организация коренных крестьянок с целью борьбы за участие в принятии политических, социальных и экономических решений в стране. Кроме того, в 1983 году Второе совещание организаций и движений Америки, собравшееся в Тиуанако, решило отмечать Международный день женщин коренных народов каждое 5 сентября, в день казни Бартолины Сисы.